# Retaule de la Pietat (Torell)
El retaule de la Pietat és una pintura sobre fusta policromada del segle XV atribuïda a Miquel Torell.

## Descripció
Es tracta d'un retaule compost per tres escenes. A l'escena central hi ha representada la Pietat pròpiament dita, a la dreta s'hi representa el martiri de Sant Sebastià i a l'esquerra hi ha Sant Miquel Arcàngel. Aquesta darrera escena, però, no és original i s'aprecia fàcilment pel canvi estilístic, pel tipus de pinzellada i per la densitat dels materials pictòrics.

## Història

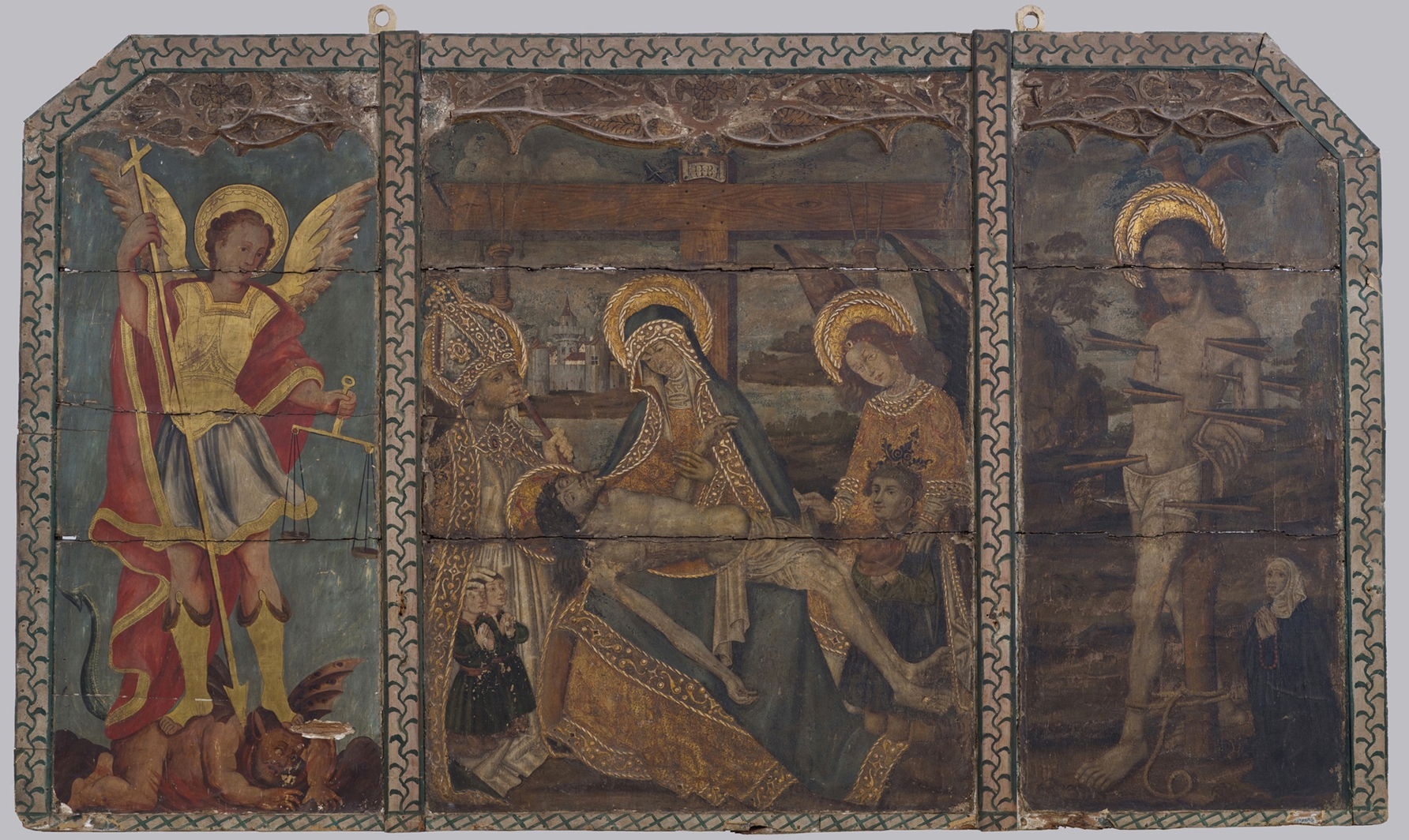
El retaule de la Pietat, abans de la restauració

Aquesta obra s'atribueix a Miquel Torell, el qual s'ha identificat com a Mestre d'Olot, encara que planteja dubtes a alguns historiadors. Torell pertany a un nombrós grup de pintors de la darrera pintura gòtica a les terres de Girona que, com en altres períodes, es fa difícil adjudicar-los l'autoria de les poques obres conservades.
El 2011 l'obra va ser restaurada pel Centre de Restauració de Béns Mobles de Catalunya i actualment es conserva al Museu Parroquial de la sagristia de l'església de Sant Esteve d'Olot.